# SearchGPT
SearchGPT je prototyp vyhledávače vyvinutý společností OpenAI, který byl spuštěn 26. července 2024. Kombinuje tradiční funkce internetového vyhledávače s generativními schopnostmi umělé inteligence a staví se tak do pozice přímého konkurenta Google Vyhledávání a Microsoft Bingu. SearchGPT byl k datu uvedení představen jako prototyp v omezené verzi pro 10000 testovacích uživatelů. OpenAI nakonec zamýšlí začlenit vyhledávací funkce do ChatGPT.
Společnost OpenAI oznámila, že v rámci SearchGPT spolupracuje s vydavateli jako např. The Wall Street Journal, The Associated Press nebo Vox Media, kterým poskytuje možnosti zobrazení jejich obsahu ve výsledcích vyhledávání se zajištěním propagace důvěryhodných zdrojů.